# Ernest Nuamah
Ernest Appiah Nuamah (født 1. november 2003) er en ghanesisk professionel fodboldspiller, der spiller for Ligue 1-klubben Olympique Lyon og Ghanas landshold.

## Klubkarriere

### Nordsjælland
Nuamah begyndte hos Right to Dream akademiet i Ghana, før han i januar 2022 skiftede til FC Nordsjælland. Han scorede den 3. oktober 2022 et mål imod Randers efter bare 12 sekunder, og fik hermed den næsthurtigste mål i Superligaen nogensinde.
Han havde sin store gennembrudsæson i 2022-23, hvor han blev kåret som Årets Profil i Superligaen.
Olympique Lyon
Nuahmah skiftede i august 2023 til belgiske RWD Molenbeek, hvorpå han med det samme blev udlejet til Olympique Lyon, i en lejeaftale som indeholder en købsobligation. Med et beløb på 187 millioner kroner, som kan stige til over 220 millioner igennem bonuser, så blev Nuamah hermed det dyreste salg i Superligaen nogensinde. Skiftet til Lyon blev permanent per købsobligationen i juli 2024.

## Landsholdskarriere

### Ungdomslandshold
Nuamah har repræseneret Ghana på U/23-niveau.

### Seniorlandshold
Nuamah debuterede for Ghanas landshold den 18. juni 2023.

## Titler
Individuelle
- Superligaen Årets Profil: 1 (2022-23)